# Donald Allan
Donald John Allan (Melbourne, 24 de septiembre de 1949) es un exciclista  australiano, profesional entre 1972 y 1989, especialista en las pruebas de pista y cuyo mayor éxito deportivo lo logró en la Vuelta a España, donde obtuvo una victoria de etapa en la edición de 1975.

## Palmarés[3]
1973
- 1 etapa de la Vuelta a Austria
- 1 etapa de la Carrera de la Paz

1975
- 1 etapa de la Vuelta a Holanda
- 1 etapa de la Vuelta a España

## Palmarés en pista[4]
- 1976

1.º en los Seis días de Gante (con Danny Clark)
- 1977

1.º en los Seis días de Münster (con Danny Clark)
- 1978

1.º en los Seis días de Londres (con Danny Clark)
1.º en los Seis días de Copenhague (con Danny Clark)
1.º en los Seis días de Herning (con Danny Clark)
- 1979

Campeón de Europa de Madison (con Danny Clark)
1.º en los Seis días de Gante (con Danny Clark)
1.º en los Seis días de Maastricht (con Danny Clark)
1.º en los Seis días de Melbourne (con Hilton Clark)
- 1980

1.º en los Seis días de Münster (con Danny Clark)
1.º en los Seis días de Londres (con Danny Clark)
1.º en los Seis días de Hannover (con Danny Clark)
1.º en los Seis días de Múnich (con Danny Clark)
- 1981

1.º en los Seis días de Múnich (con Danny Clark)
1.º en los Seis días de Madrid (con Faustino Rupérez)
1.º en los Seis días de Róterdam (con Danny Clark)
- 1982

1.º en los Seis días de Gante (con Danny Clark)
1.º en los Seis días de Herning (con Danny Clark)